# 博士山 (薩里郡)

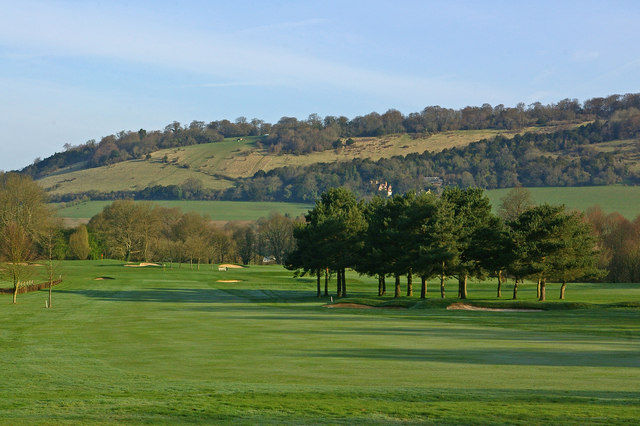
從鄰近的貝奇沃思高爾夫俱樂部望向博士山。

博士山（英語：Box Hill）是薩里郡北唐斯的一處山峰，約位於倫敦西南面31（19英里）外。其名得自山峰向西、面向摩爾河的斜坡上的古老的錦熟黃楊树丛（box woodland）。博士山的西部由英國國民信託擁有及管理。